# プレイド
プレイド CIU潜入捜査官（原題：Played）は、2013年のカナダのテレビドラマ、全13話。日本でも全13話がU-NEXTやGYAO!ストアなどで日本語字幕版が配信されている。

## 登場人物
ジョン・モアランド
演 - ヴィンセント・ウォルシュ
レベッカ・エリス
演 - シャンドラ・ウェスト
マリア・コルテッツ
演 - リサ・マルコス
ダニエル・プライス
演 - ドウェイン・マーフィー
カリ・バット
演 - アガム・ダルシ
ジェシー・カルバート
演 - アダム・ブッチャー

## エピソード
| 話数 | 通算 | サブタイトル （原題）                  | 監督                     | 脚本                                    | アメリカ放送日 |
| ---- | ---- | -------------------------------------- | ------------------------ | --------------------------------------- | -------------- |
| 1    | 1    | "CIUにようこそ" "Drugs"                | エイドリアン・ミッチェル | グレッグ・ネルソン                      | 2013年10月3日  |
| 2    | 2    | "マリアの過去" "Girls"                 | シャルル・ビナメ         | グレッグ・ネルソン                      | 2013年10月10日 |
| 3    | 3    | "一緒にいなくても" "Money"             | ケリー・マキン           | ラリー・バンブリック                    | 2013年10月17日 |
| 4    | 4    | "ジェシーの試練" "Lawyers"             | シャルル・ビナメ         | グレッグ・ネルソン ハナ・モスコヴィッチ | 2013年10月24日 |
| 5    | 5    | "ダニエルの作戦" "Guns"                | ジェリー・チッコリッティ | マット・マクレナン                      | 2013年10月31日 |
| 6    | 6    | "8ヶ月の潜入捜査" "Fights"             | ジェリー・チッコリッティ | ブルース・M・スミス                     | 2013年11月7日  |
| 7    | 7    | "キズナ" "Cars"                        | レイチェル・タラレイ     | ダニエル・ゴドウィン マット・マクレナン | 2013年11月14日 |
| 8    | 8    | "大切な人" "Poison"                    | ブラッドレイ・ウォルシュ | ハナ・モスコヴィッチ グレッグ・ネルソン | 2013年11月21日 |
| 9    | 9    | "組織犯罪班SMASH（スマッシュ）" "Cops" | リー・ローズ             | レイ・ルーキンス                        | 2013年11月28日 |
| 10   | 10   | "レベッカの葛藤" "Secrets"             | ポール・フォックス       | ラリー・バンブリック                    | 2013年12月5日  |
| 11   | 11   | "ボスニア領事館" "Untouchables"        | グラント・ハーベイ       | イアン・カーペンター                    | 2013年12月12日 |
| 12   | 12   | "半年の命" "Hitmen"                    | アンディー・ミキタ       | マット・マクレナン                      | 2013年12月19日 |
| 13   | 13   | "裏切りの代償" "Revenge"               | レイチェル・タラレイ     | グレッグ・ネルソン                      | 2013年12月19日 |